# Couvent des Dominicains de Colmar
Pour les articles homonymes, voir Couvent des Dominicains.
Le couvent des Dominicains de Colmar, également appelé église des Dominicains est un monument historique situé à Colmar, dans le département français du Haut-Rhin.

## Localisation
L'édifice est situé place des Dominicains et 1, place des Martyrs-de-la-Résistance à Colmar.

## Historique
L'église a été bâtie en 1289 par l'ordre mendiant des Prêcheurs, aussi appelé Dominicains, arrivé à Colmar vers 1260. Le chœur est construit avant 1300, la nef au début du XIVe siècle mais achevé en 1346. L'édifice, devenu un magasin d'artillerie à la Révolution française, est racheté par la ville en 1807 pour en faire une halle aux blés, puis est rendu au culte en 1898. L'église abrite dans son chœur La Vierge au buisson de roses, retable de Martin Schongauer qu'il a peint en 1473, ainsi qu'une série de vitraux du XIVe siècle.
Le cloître, la partie la plus ancienne, date du XIIIe siècle. Il a subi un incendie en 1458. Des peintures murales de la fin du XVe siècle illustrent le cycle de la Passion.
Les bâtiments conventuels sont élevés vers 1300, reconstruits au XVIIIe siècle, transformés en caserne de gendarmerie de 1795 à 1871, puis ont abrité l'école préparatoire d'instituteur de 1873 à 1940. Ils accueillent depuis 1951 la bibliothèque municipale.
Le cloître et l'église font l'objet d'un classement au titre des monuments historiques depuis le 2 novembre 1948.

## Architecture
L'église est constituée d'un chœur vouté de cinq travées, d'une abside à cinq pans d'octogone et d'une nef à six travées. La structure est pourvue de frêles colonnes sans chapiteaux, à plafond de bois, intérieur austère mais lumineux. Les vitraux datent du début du XIVe siècle et représentent des scènes de la vie du Christ.
Le cloître est constitué d'arcades sans réseau s'articulant autour d'un rectangle irrégulier.

## Galerie

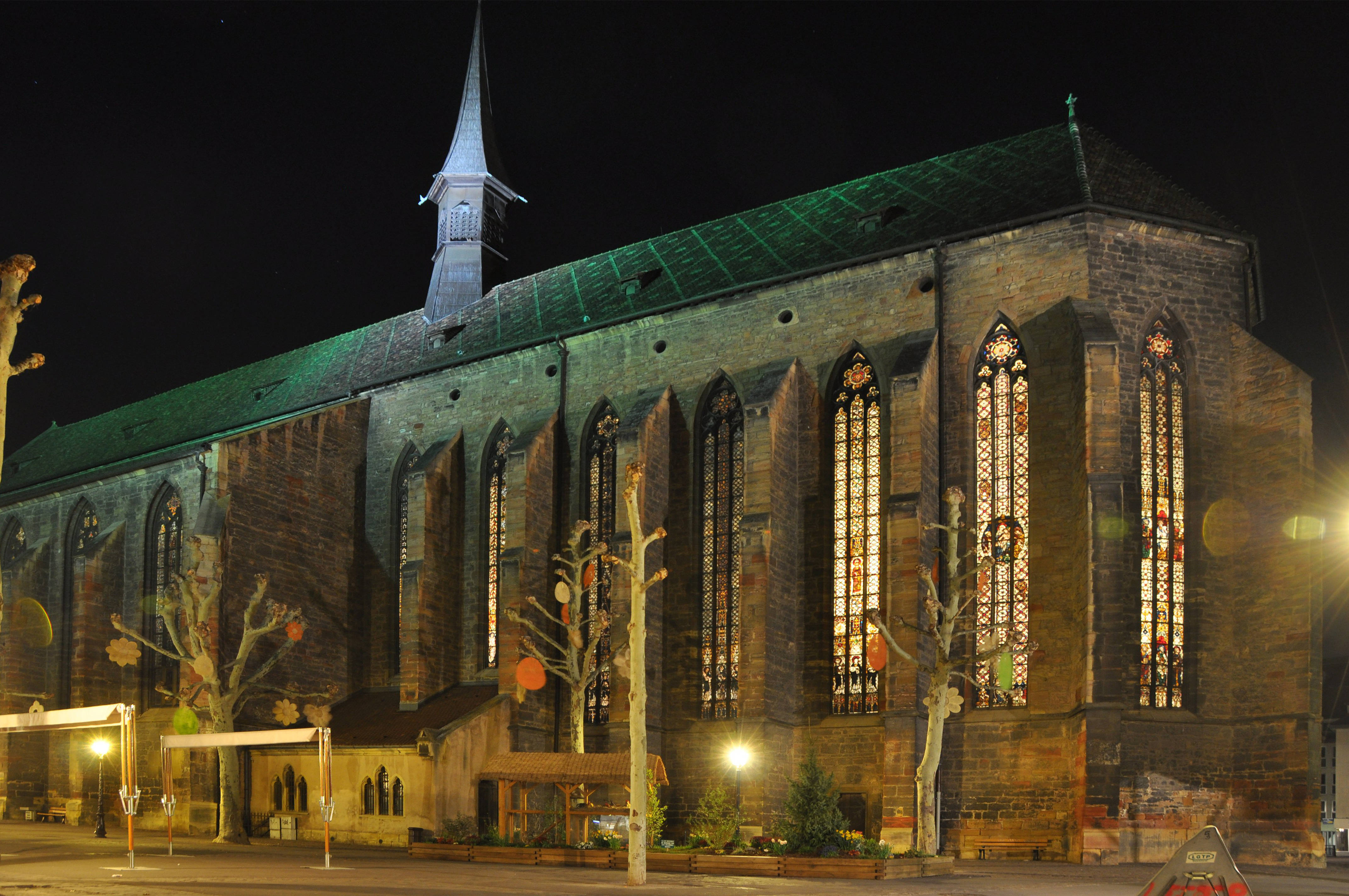
L'église de nuit.
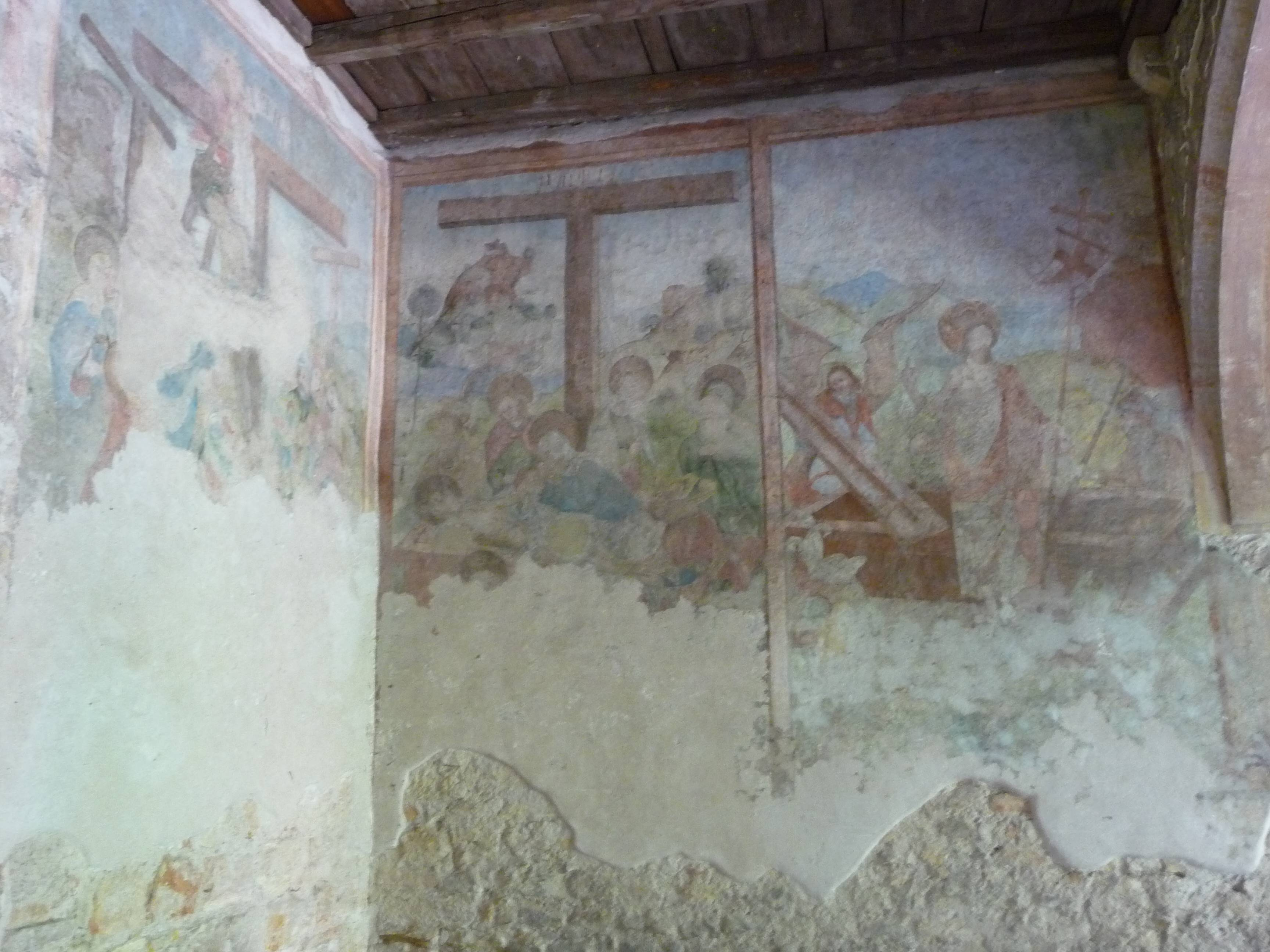
Fresque du XVe siècle.
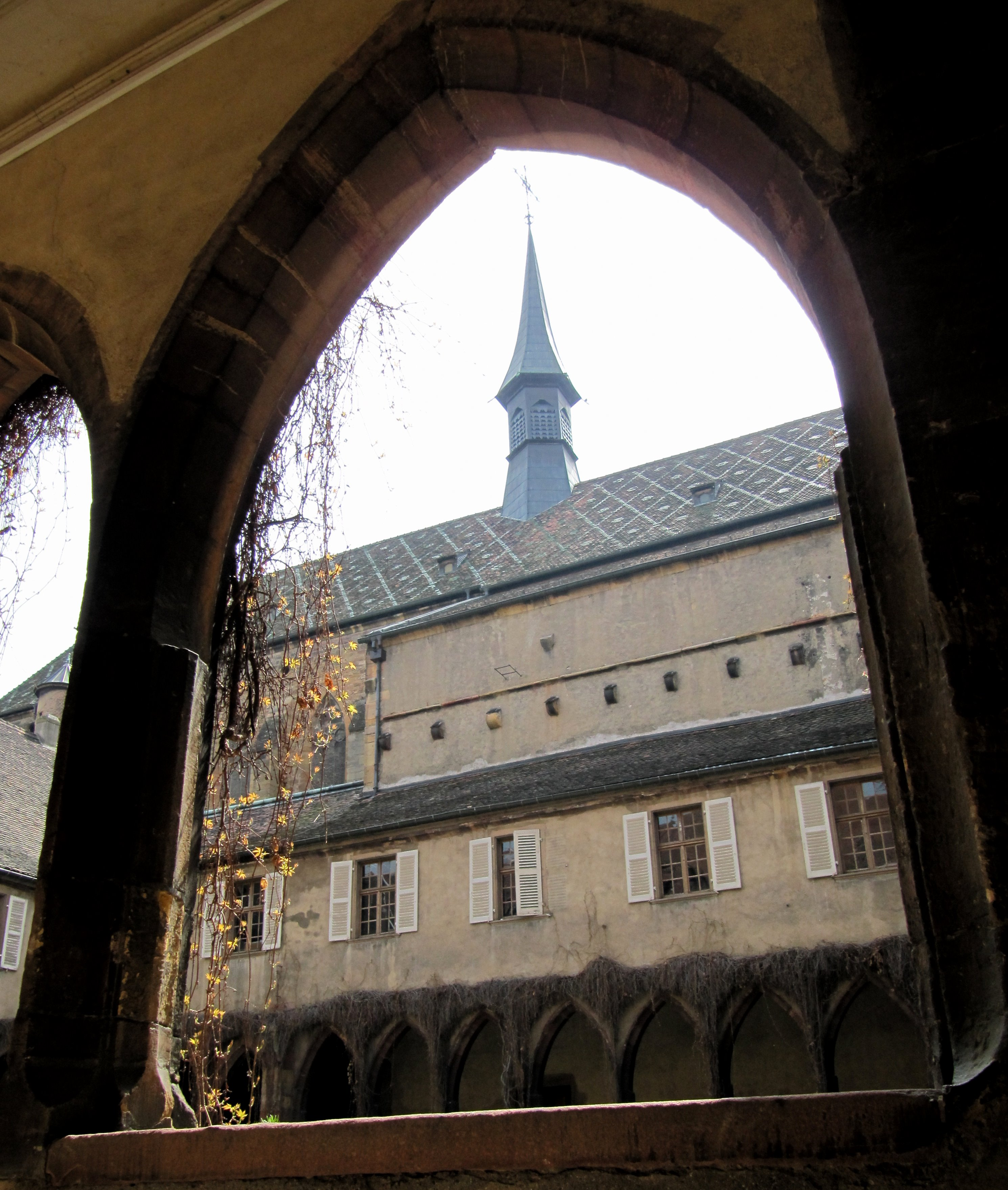
L'église vue depuis le cloître.
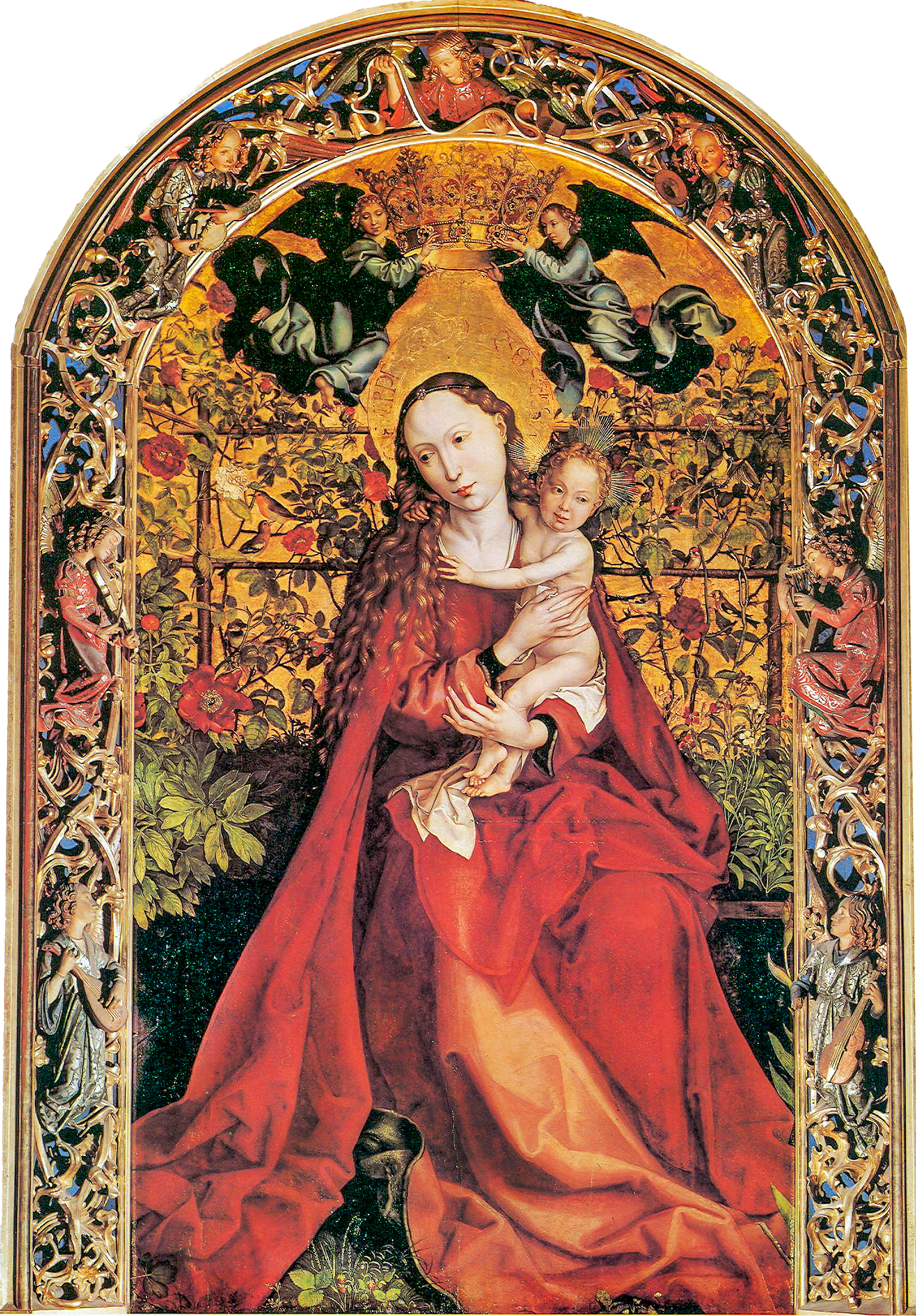
La Vierge au buisson de roses (XVe siècle).
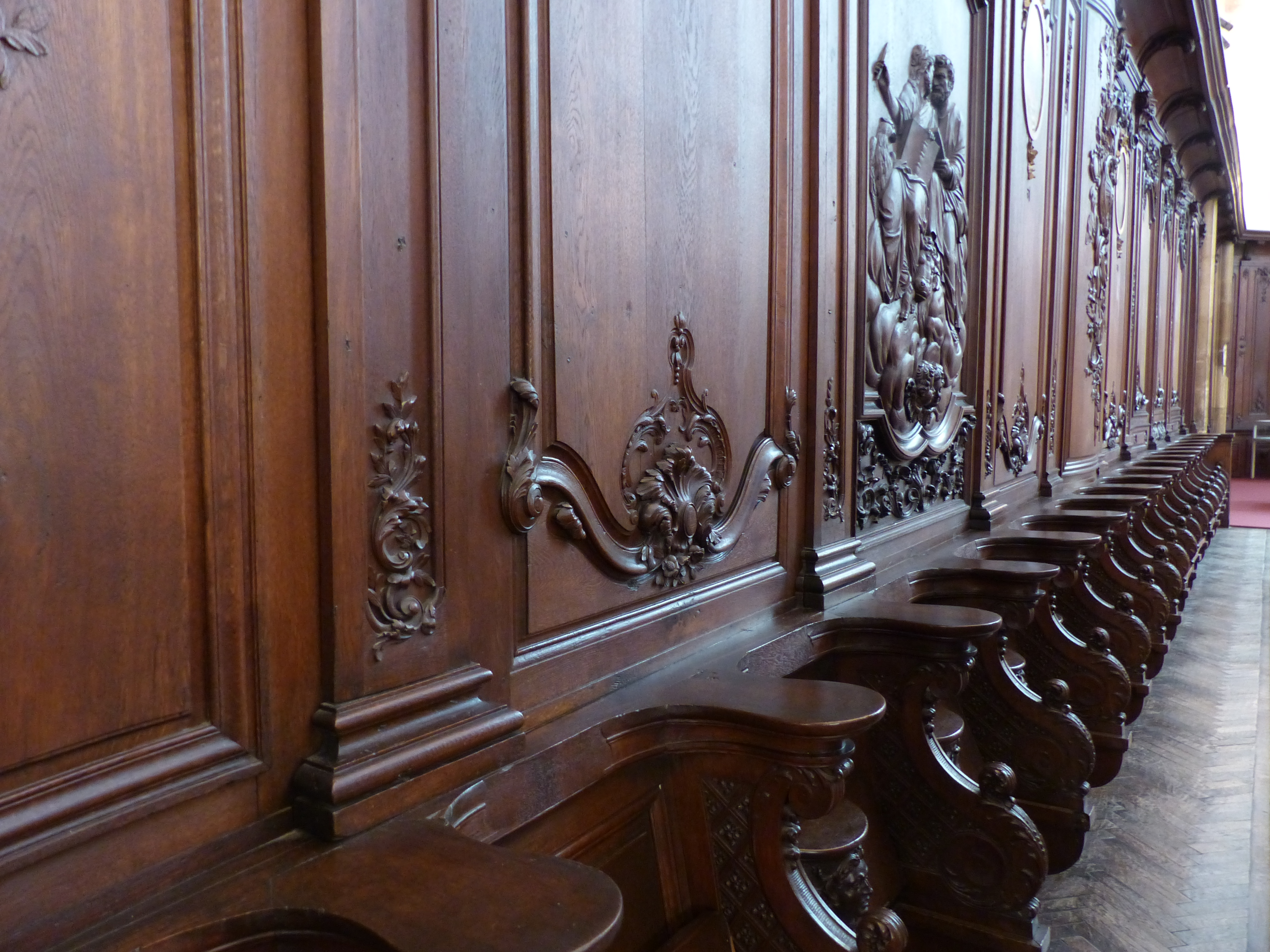
Stalles de chorale (XVIIe siècle).